# Deptiwka
Deptiwka (ukrainisch Дептівка; russisch Дептовка Deptowka) ist ein Dorf im Westen der ukrainischen Oblast Sumy mit etwa 1150 Einwohnern (2004).

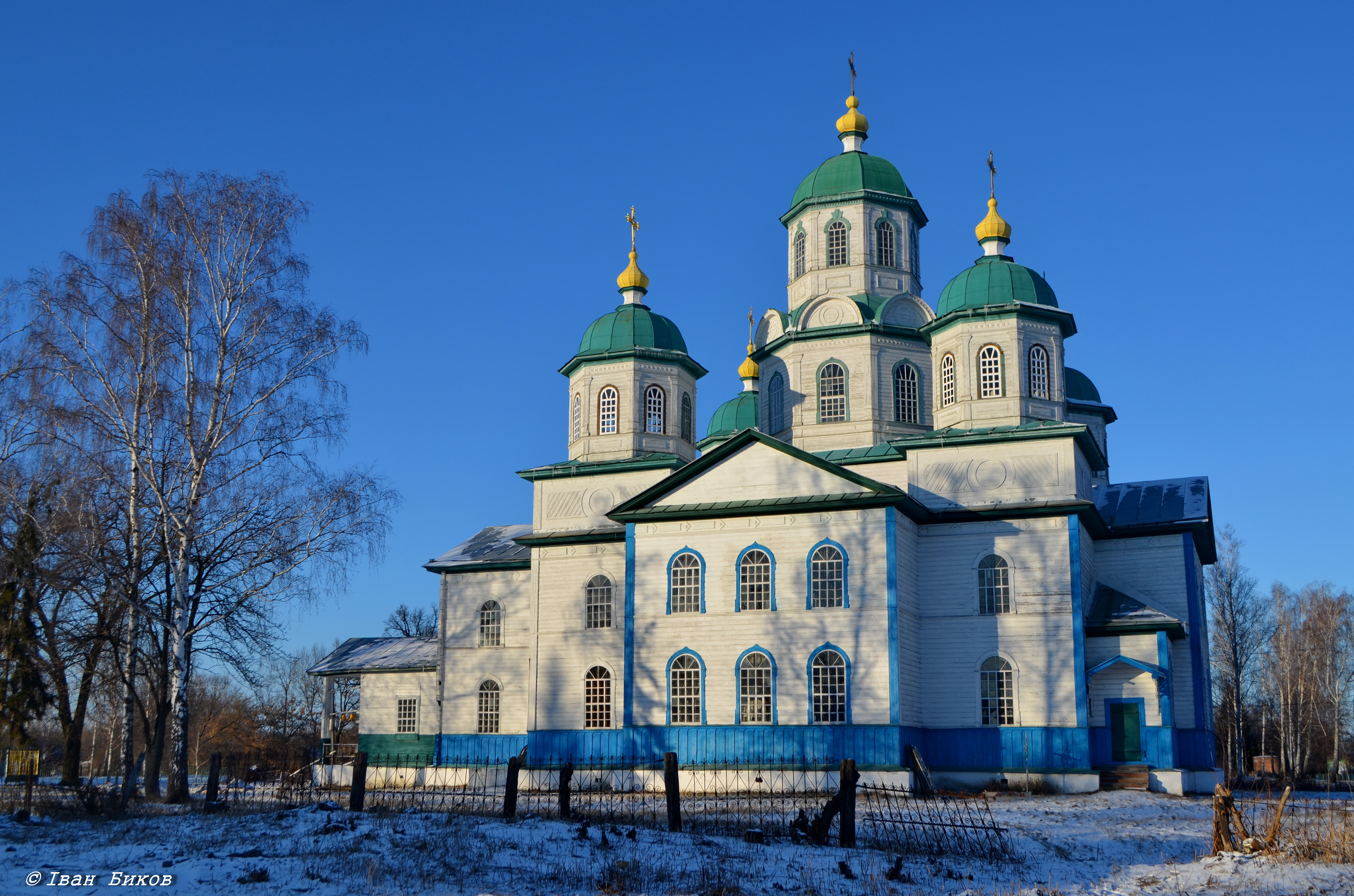
Kirche im Ort

Die 1678 erstmals erwähnte Ortschaft bildet eine eigene Landratsgemeinde im Rajon Konotop nahe der Grenze zur Oblast Tschernihiw.

## Geographie
Deptiwka liegt am linken Ufer des Romen, einem 111 km langen Nebenfluss der Sula. Das Rajonzentrum Konotop liegt 34 km nördlich und das Oblastzentrum Sumy 138 km östlich vom Dorf.